# SN 2010ax
SN 2010ax – supernowa typu Ia odkryta 15 marca 2010 roku w galaktyce PGC1383919. W momencie odkrycia miała maksymalną jasność 17,00m.